# Zehra Güneş
Zehra Güneş (* 7. Juli 1999 in Istanbul) ist eine türkische Volleyballspielerin. Sie spielt auf der Position Mittelangreifer/Mittelblocker und gewann zahlreiche internationale Auszeichnungen als beste Spielerin auf dieser Position. Neben ihren sportlichen Erfolgen ist sie eine bekannte Influencerin.

## Karriere

### Verein
In der Saison 2016/17 wurde Güneş an Beşiktaş Istanbul ausgeliehen. In der nächsten Saison kehrte sie zu VakıfBank Spor Kulübü zurück.
Ihren ersten Meistertitel feierte sie in der Saison 2017/18. Außerdem bekam sie die Auszeichnung 2017/18 Vestel Venus Sultans Liga. Sie gewann mit ihrem Team Vakıfbank Istanbul die Volleyball Champions League 2017/18.
Sie gewann die Auszeichnung als beste Mittelblockerin der 2023 FIVB Volleyball Women’s Club World Championship.

### Nationalmannschaft
Güneş spielte beim Europäischen Olympischen Jugend-Sommerfestival 2015, das in Georgien stattfand. Zudem nahm sie an der FIVB Volleyball-Mädchen-U18-Weltmeisterschaft 2015 in Peru teil und wurde mit dem Titel „Beste Mittelblockerin“ ausgezeichnet. 2017 spielte Güneş für die Türkei U-20.
März 2018 wurde sie in die Türkische Volleyballnationalmannschaft der Frauen berufen. Sie war auch Teil des türkischen Kaders bei den Olympischen Sommerspielen 2020 in Tokio.
Zehra Güneş gewann mit der Volleyballnationalmannschaft 2023 die Volleyball-Europameisterschaft der Frauen 2023 und die Volleyball Nations League 2023 der Frauen. Sie gewann die Auszeichnung als beste Mittelblockerin der Volleyball Nations League 2023 der Frauen.

## Aktivität abseits des Spielfeldes
Auf Instagram hat Zehra Güneş 3,9 Millionen Follower.
Mercedes-Benz hat sie zum Gesicht ihrer Kampagne für das Elektro-Auto EQB in der Türkei gemacht.